# Ham Radio

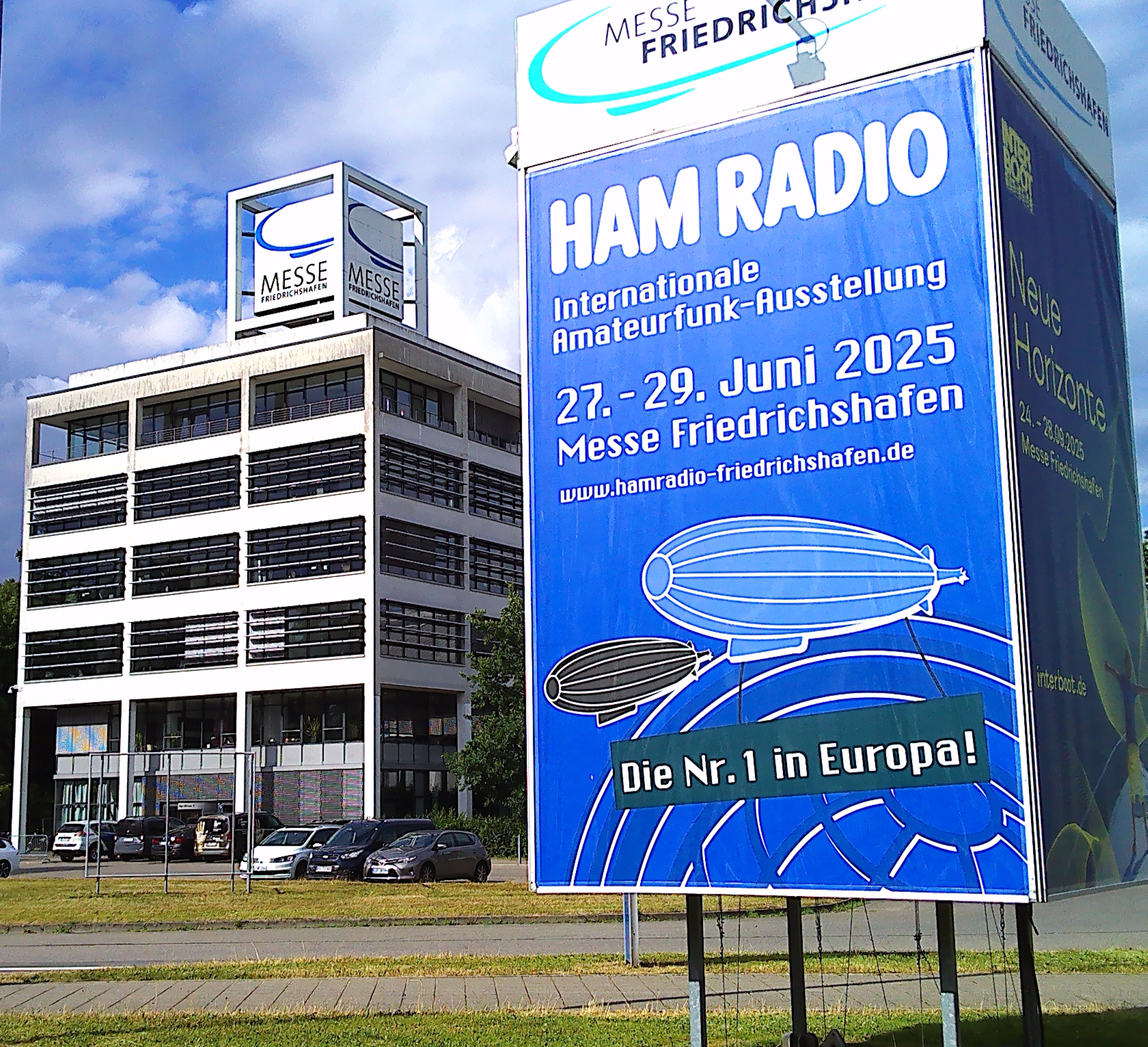
Werbeplakat für die HAM RADIO 2025 vor dem Verwaltungsgebäude der Messe Friedrichshafen

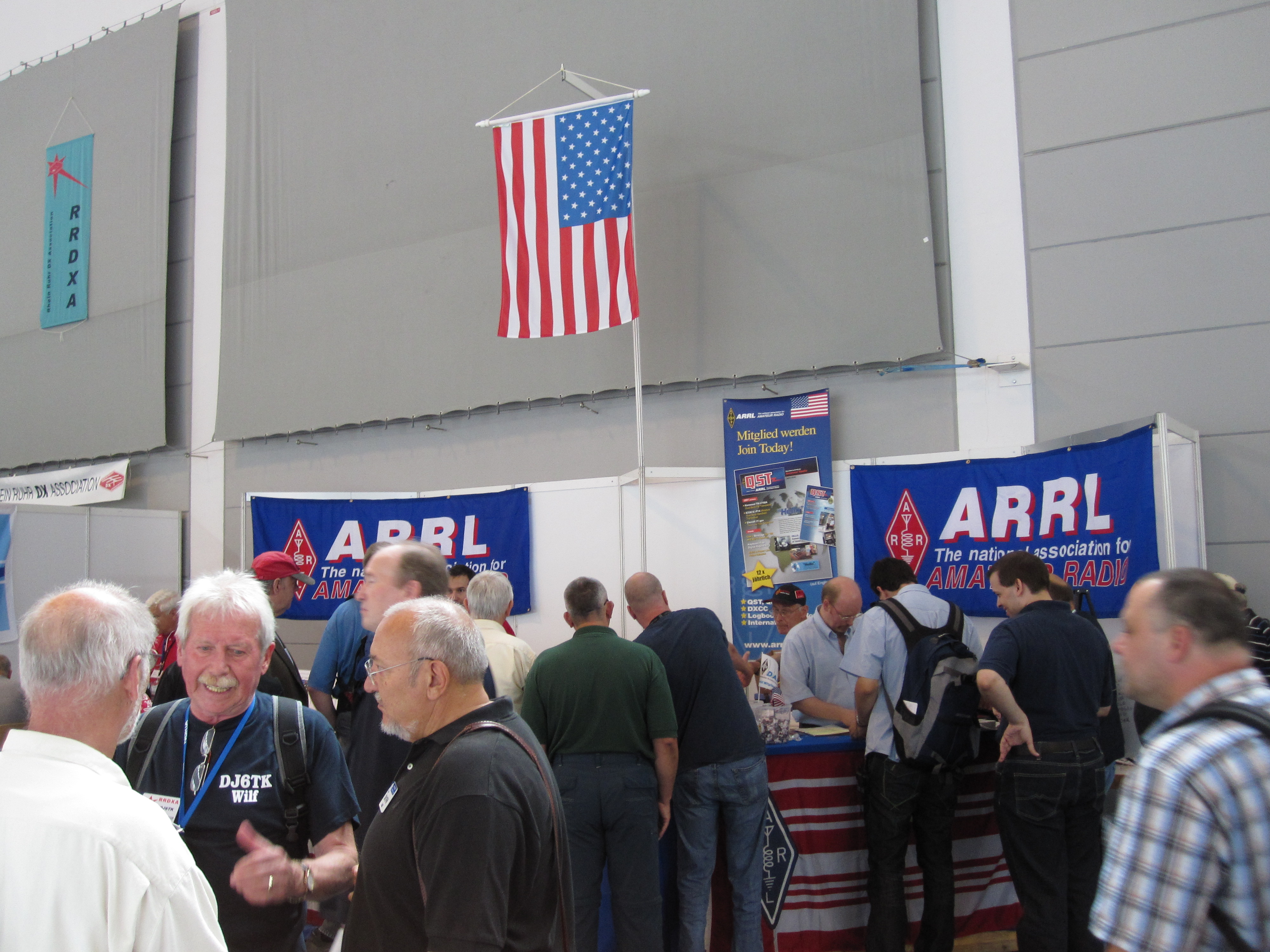
Der umlagerte Stand des ARRL, der nationalen Vereinigung der Funkamateure in den USA, auf der HAM RADIO 2009

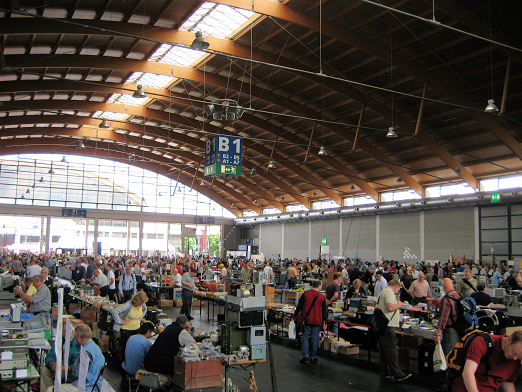
Blick in eine der beiden Flohmarkthallen (2009)

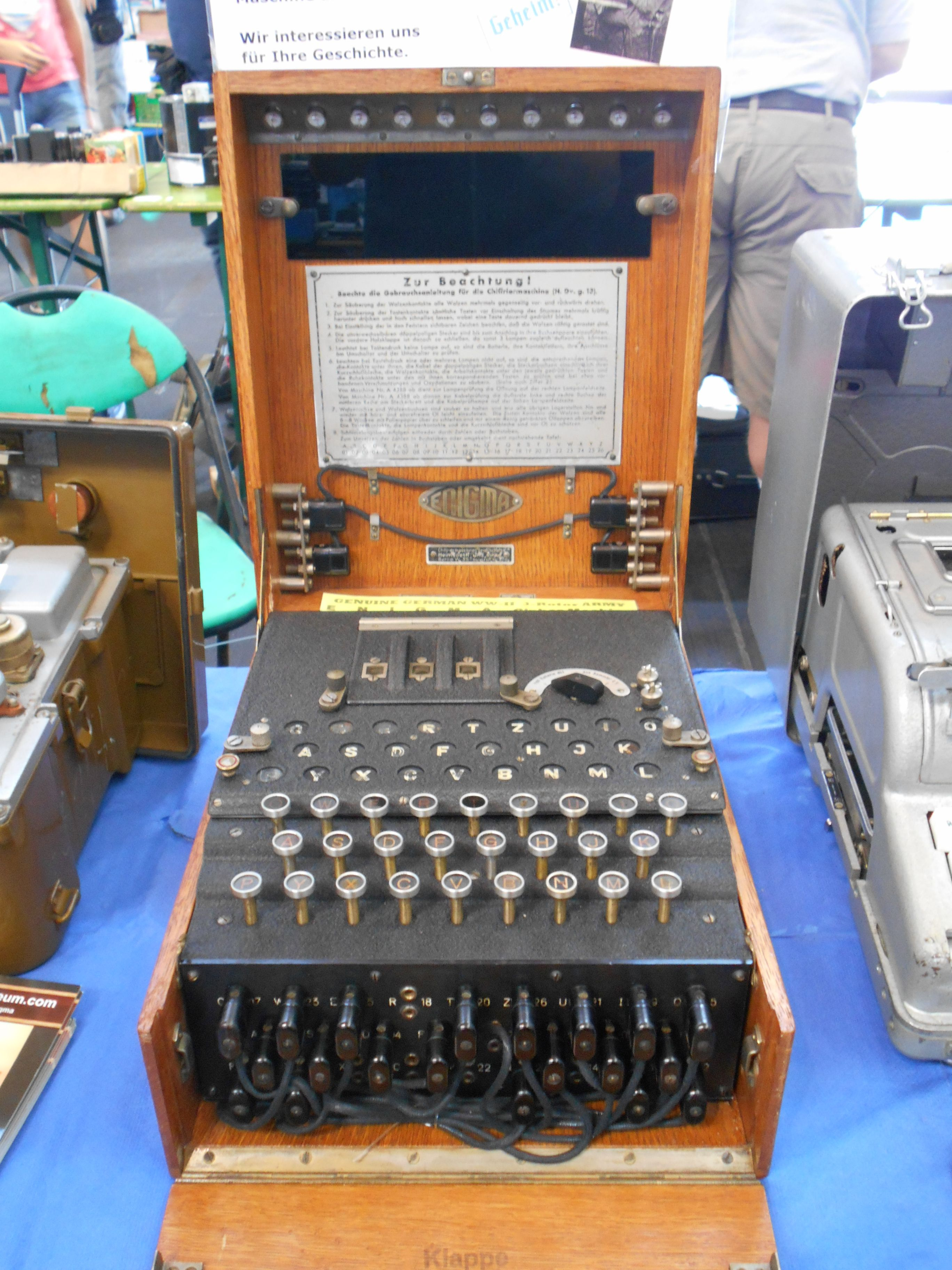
Rotor-Chiffriermaschine Enigma auf einem Flohmarktstand (2016)

Die Ham Radio (Eigenschreibweise: HAM RADIO) ist eine jährlich in Friedrichshafen stattfindende internationale Messe für Amateurfunk.

## Name
Der Name setzt sich zusammen aus den beiden englischen Wörtern ham und radio. Dabei ist ham der inzwischen auch im Deutschen gebräuchliche Spitzname für einen Funkamateur. Dieser hat nichts mit der wörtlichen Übersetzung „Schinken“ zu tun (siehe auch: Ham).
Das englische Wort radio sollte hier nicht mit dem deutschen Begriff Radio gleichgesetzt werden, sondern steht vielmehr für Funktechnik. Insofern würde man den Namen der Messe Ham Radio sinngemäß mit „Amateurfunk“ übersetzen.

## Geschichte
Nachdem die Ausstellung von 1976 bis 2001 auf dem alten Messegelände in Friedrichshafen ausgerichtet wurde, findet sie seit 2002 einmal pro Jahr (zumeist an einem Sommerwochenende von Freitag bis Sonntag) auf dem Gelände der Neuen Messe Friedrichshafen statt. Sie ist mit rund 15.000 bis 20.000 Besuchern eine der größten Amateurfunkmessen der Welt. Knapp 200 professionelle Aussteller sowie mehr als 30 Amateurfunkverbände aus aller Welt nutzen sie zur Präsentation. Ein Vorläufer dieser Messe fand noch 1975 am gegenüberliegenden Ufer im Konzilgebäude in Konstanz statt.
Die für Juni 2020 geplante 45. Durchführung musste vor Ort wegen der COVID-19-Pandemie ausfallen. Stattdessen wurde sie online als Virtuelle Messe „HAM RADIOnline 2020“ durchgeführt. Dies galt ähnlich für das Jahr 2021. Inzwischen findet sie wieder regulär statt. Im Jahr 2024 wurden folgende Zahlen genannt: 11.100 Fachbesucher aus 59 Ländern, 392 kommerzielle Aussteller, Verbände und Flohmarktteilnehmer aus über 30 Ländern, 27.400 m² Ausstellungsfläche, über 100 Vorträge und Aktionen.

## Messe
Die Messe gibt allen Besuchern, auch Hobbyelektronikern, die Gelegenheit, sich über die aktuelle Elektronik und Funktechnik zu informieren und Funkgeräte, Messgeräte und Zubehör, wie Antennen oder Werkzeuge, zu erwerben. Darüber hinaus bietet sie der weltweiten Gemeinschaft der Funkamateure einen Treffpunkt zum Erfahrungs- und Meinungsaustausch. Auch den weltweit vernetzten Amateurfunkverbänden, wie dem Deutschen Amateur-Radio-Club (DARC), dem Österreichischen Versuchssenderverband (ÖVSV), der Union der Schweizer  Kurzwellen-Amateure (USKA) oder der American Radio Relay League (ARRL) (Bild), die zusammen in der International Amateur Radio Union (IARU) organisiert sind, wird hier eine Plattform geboten.

## Flohmarkt
Der begleitende Flohmarkt (Bild) gilt als „größter Funkflohmarkt Europas“ und bietet den Besuchern aus mehr als 60 Ländern die Gelegenheit, ausgefallene Objekte für ihr Hobby zu erwerben. Hier werden gebrauchte Geräte, Komponenten, Bücher und weitere Utensilien rund um den Amateurfunk zum Kauf angeboten.

## Vorträge
Darüber hinaus gibt es ein umfangreiches Rahmenprogramm mit Fachvorträgen auf Deutsch oder Englisch zum Thema.